# باربارا جی. کینگ
باربارا جی. کینگ (انگلیسی: Barbara J. King; ۱۸ اوت ۱۹۵۶ – ) انسان‌شناس اهل ایالات متحده آمریکا بود.
وی همچنین برندهٔ جوایزی همچون کمک‌هزینه گوگنهایم شده‌است.